# وینسوم کریپس
وینسوم کریپس (انگلیسی: Winsome Cripps؛ ۹ فوریه ۱۹۳۱ – ۳۰ مه ۱۹۹۷) دونده اهل استرالیا بود.